# Chrysocraspeda fulviplaga
Chrysocraspeda fulviplaga är en fjärilsart som beskrevs av Swinhoe 1905. Chrysocraspeda fulviplaga ingår i släktet Chrysocraspeda och familjen mätare. Inga underarter finns listade i Catalogue of Life.